# Abdoul Niane
Abdoul Niane, född 20 augusti 1988, är en senegalesisk simmare.
Niane tävlade för Senegal vid olympiska sommarspelen 2016 i Rio de Janeiro, där han blev utslagen i försöksheatet på 50 meter frisim.